# St-Germain (Boësses)

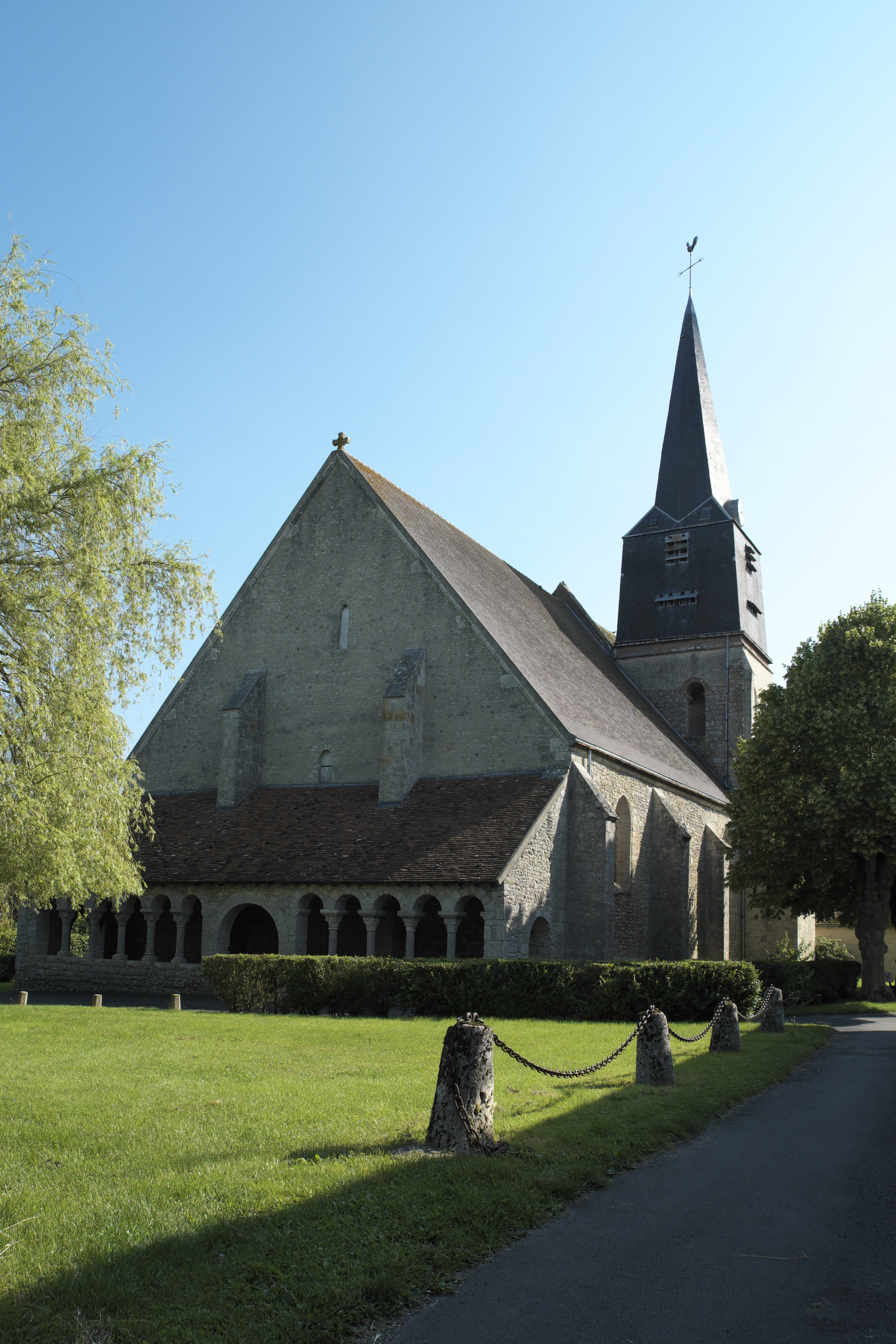
Kirche Saint-Germain in Boësses

Die katholische Kirche Saint-Germain in Boësses, einer Gemeinde im Département Loiret in der französischen Region Centre-Val de Loire, wurde vermutlich im 12. Jahrhundert errichtet. Die dem heiligen Germanus von Paris geweihte Kirche gehört zu den Dorfkirchen des Gâtinais, die eine romanische Vorhalle besitzen. 1956 wurde die Kirche als Monument historique in die Liste der Baudenkmäler in Frankreich aufgenommen. Die Vorhalle (porche), die in das 12./13. Jahrhundert datiert wird, wurde bereits 1908 unter Denkmalschutz gestellt.

## Architektur

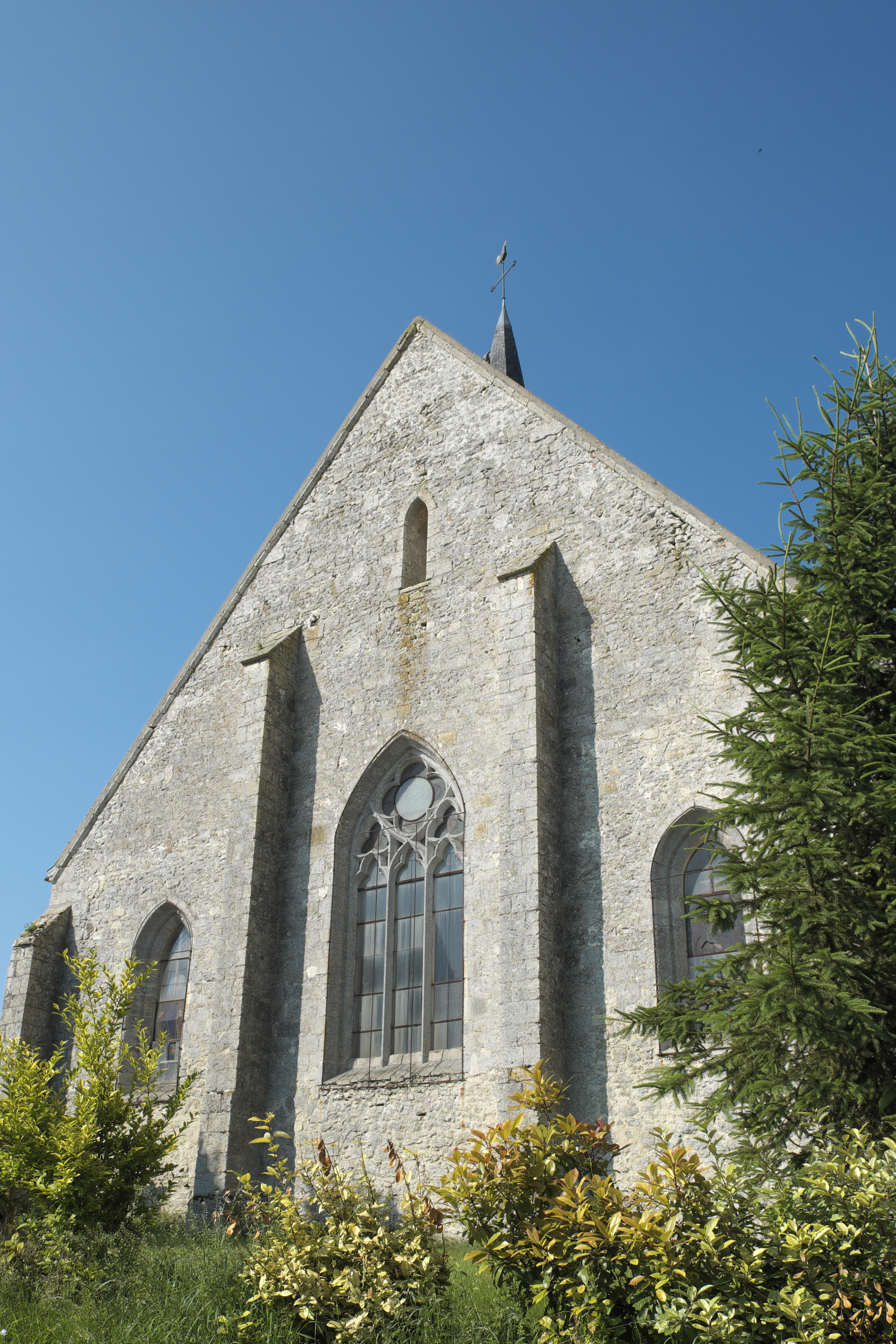
Ostfassade

Die beiden unteren Geschosse des Glockenturms gehen noch auf den ursprünglichen romanischen Bau zurück. An der Ost- und Westfassade treten zwei kräftige Strebepfeiler hervor, die die Abgrenzung des Hauptschiffs von den beiden Seitenschiffen markieren. Die Seitenschiffe wurden vermutlich im 13. Jahrhundert angefügt, weitere Umbauten erfolgten im 14. und 15. Jahrhundert. Ein großes Satteldach überspannt alle drei Schiffe.
An das dreischiffige Langhaus schließen sich im Osten ein Querhaus und ein Chor mit geradem Abschluss an. Der Innenraum wird von rundbogigen Arkaden gegliedert, die von quadratischen Pfeilern mit Kämpferplatten getragen werden. Nur das östliche Joch des Mittelschiffs trägt noch ein romanisches Tonnengewölbe. Die Gewölbe der anderen Joche wurden in gotischer Zeit erneuert.

## Vorhalle
Im Westen ist an die Kirche eine Vorhalle angebaut, die sich über die gesamte Breite des Langhauses erstreckt. Sie ist von elf Arkaden durchbrochen und wird von einem Pultdach gedeckt. In der Mitte, gegenüber dem Portal der Kirche, sowie an den beiden Schmalseiten im Norden und im Süden führt je ein rundbogiger, schmuckloser Durchgang in die Vorhalle. Links vom zentralen Eingang sind sechs Arkaden angeordnet, die auf fünf Säulen aufliegen. Auf der rechten Seite tragen vier Säulen fünf Arkaden. Die Keilsteine der Bögen sind sorgfältig behauen. Die monolithischen Säulen besitzen Basen mit Rundstäben und Eckblättern. Die Kapitelle sind mit stilisiertem Blattwerk verziert. Die Spitzen der Blätter sind teilweise zu Kugeln gerollt, auf manchen sind menschliche Köpfe dargestellt.

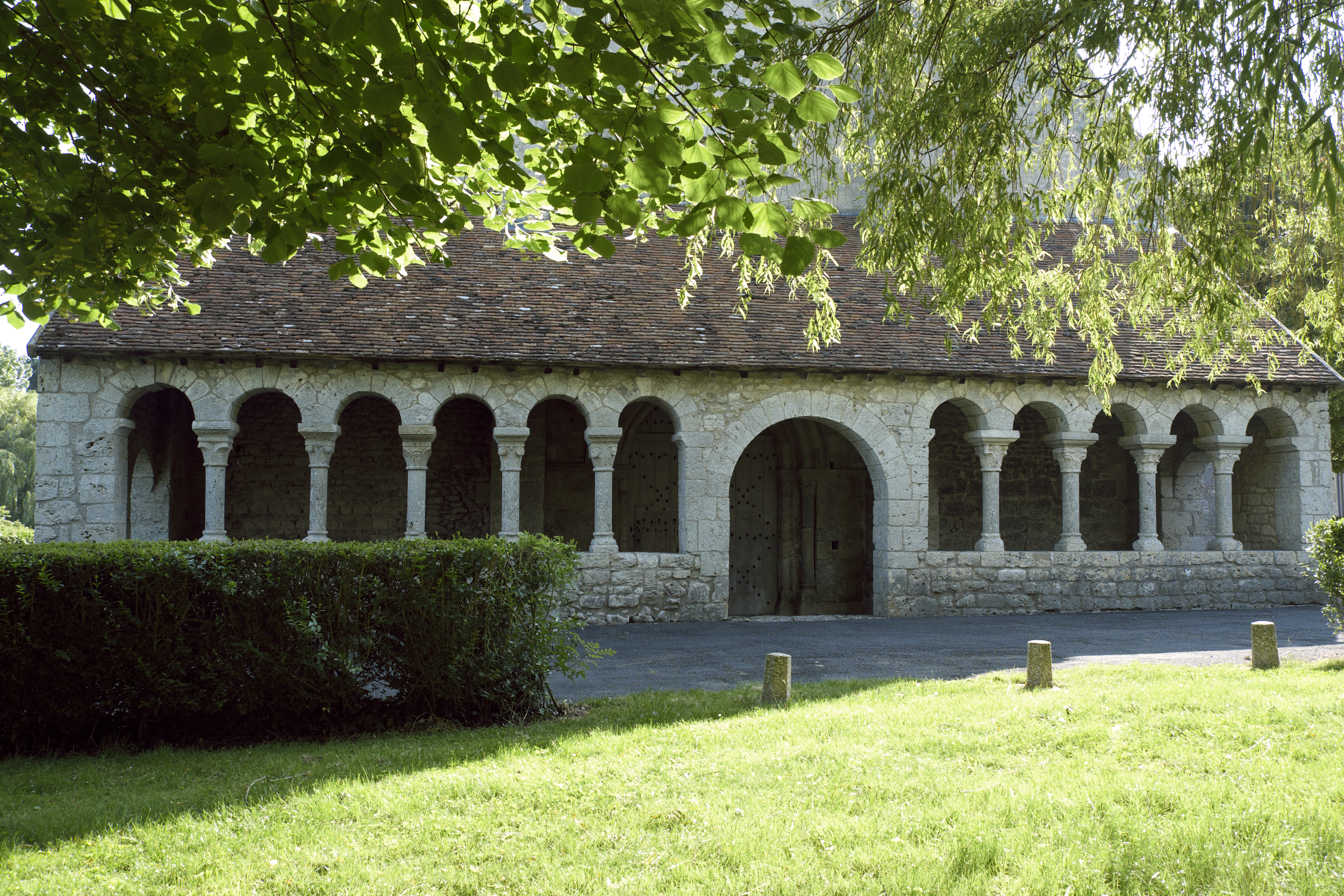
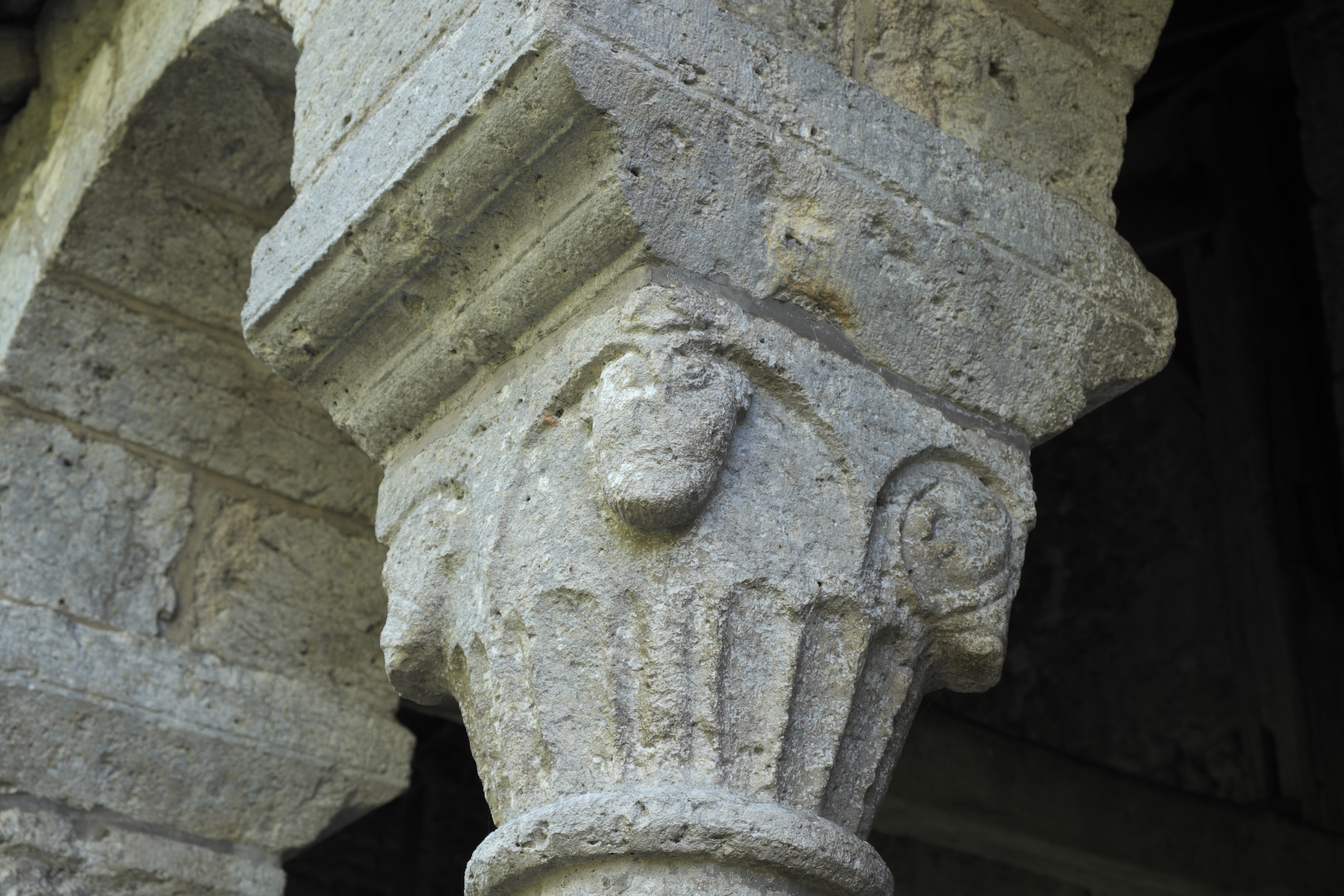
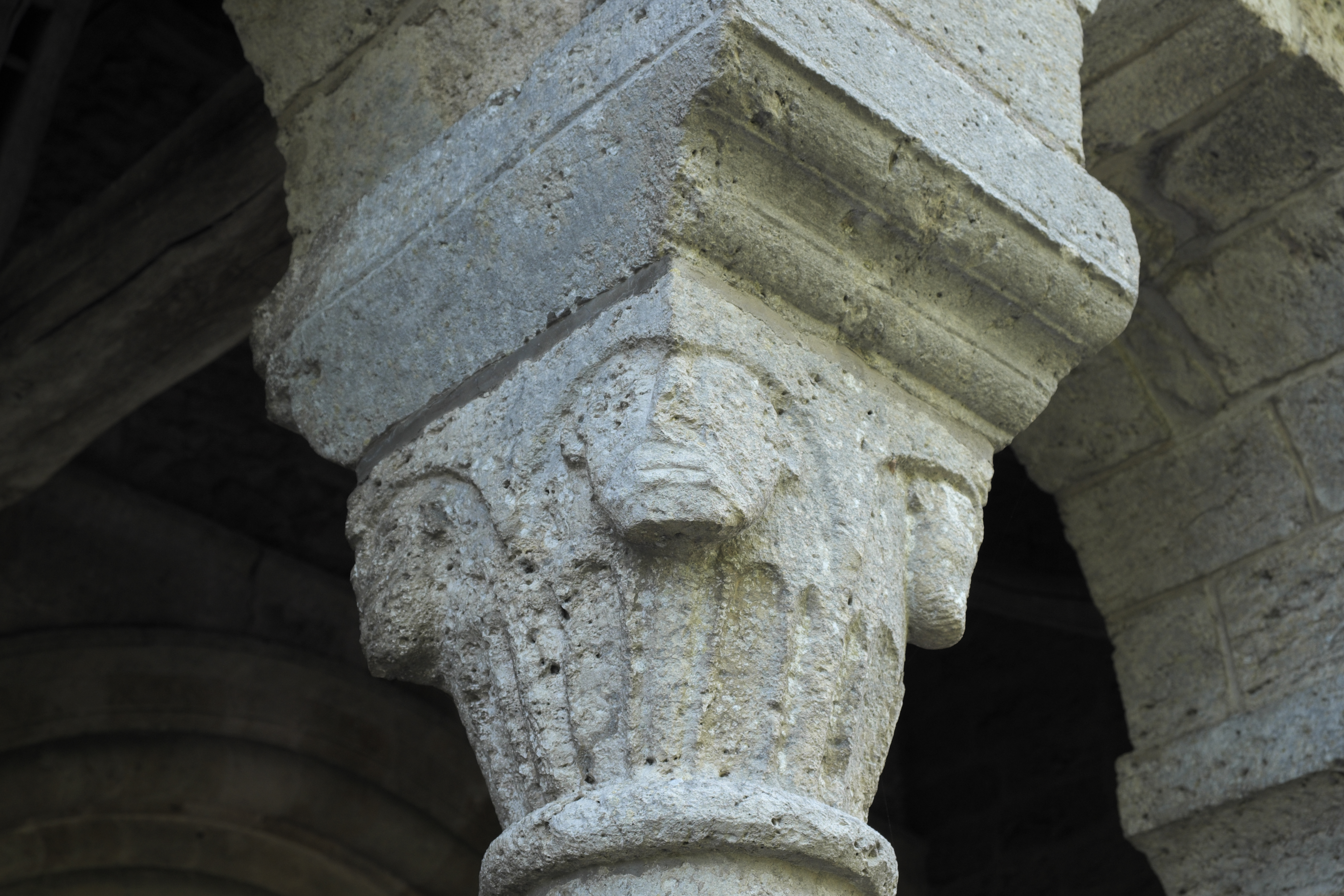
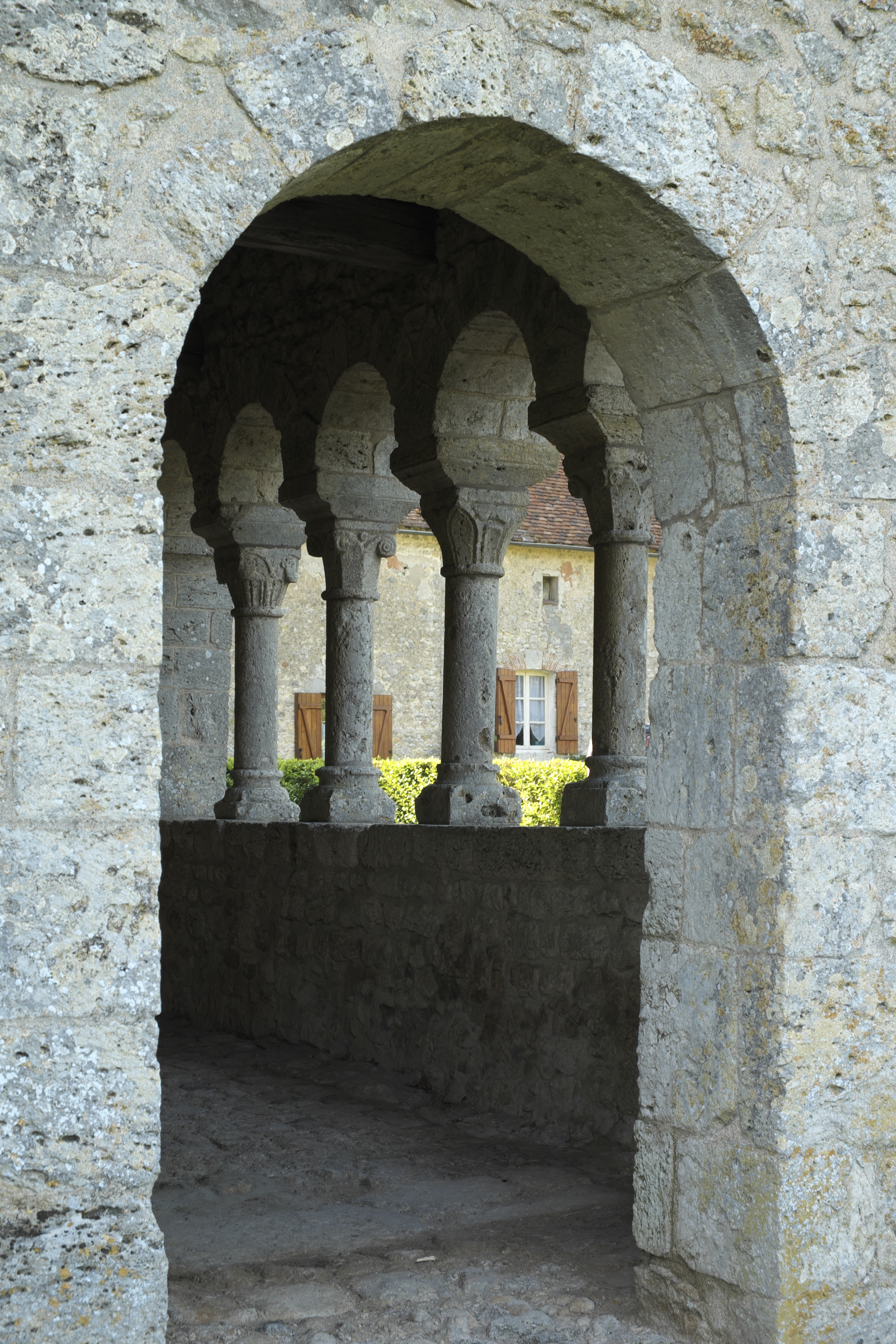